# Nagymizdó
Nagymizdó è un comune dell'Ungheria di 143 abitanti (dati 2001). È situato nella contea di Vas.